# Calosoma scrutator
Calosoma scrutator is een keversoort uit de familie van de loopkevers (Carabidae). De wetenschappelijke naam van de soort is voor het eerst geldig gepubliceerd in 1775 door Fabricius.
De lengte van de kever is 25 tot 35 millimeter. De dekschilden zijn groen met een rode rand, het halsschild en de kop zijn violet met een rode rand. De soort gebruikt met name rupsen als voedsel.
De soort komt voor van het zuiden van Canada tot Mexico.